# Halarachnidae
Famille
Les Halarachnidae  sont une famille d'acariens Mesostigmata. Elle contient sept genres et une dizaine d'espèces.
Zumptiellinae Fain, 1962 en est synonyme 

## Classification
- Halarachne Allman, 1847
- Orthohalarachne Newell, 1947
- Pneumonyssoides Fain, 1955
- Pneumonyssus Banks, 1901
- Rhinophaga Fain, 1955
- Zumptiella Fain, 1962
- Sciurinyssus Koyumdzheva, 1978 ou ? 1962

## Description
Les  Halarachnidae  sont - comme tous les acariens - des animaux minuscules dotés de huit pattes.